# Agyrtidia olivensis
Agyrtidia olivensis é uma mariposa da subfamília Arctiinae. Foi descrita por Filho e Rego Barros em 1970. É encontrada no Brasil.